# Najee
杰羅姆·納吉·拉希德（（英語：Jerome Najee Rasheed），1957年11月4日—）,或稱藝名耐吉（英語：Najee），是一名美國爵士樂、柔和爵士樂薩克斯手和長笛手。

## 早年
耐吉出生於紐約市的格林尼治村。而他幼時居住在牙買加的皇后區。他的父親在他年紀還小時就過世了，而耐吉和他的兄弟姊妹由其母瑪麗·理查茲獨自照顧。他媽媽在耐吉的一生和音樂生涯中是最為重要的人物和支持者。
耐吉的音樂才華是他於8歲就讀小學時，就開始演奏單簧管，然而他非常渴望能演奏薩克斯管。 他小時候常聽他母親錄的邁爾斯·戴維斯和其他傳奇的美國爵士樂藝術家的音樂。當他決定成為一名專業的爵士音樂家時，他一生中的關鍵時刻就開始了。在高中時， Najee開始在Jazzmobile的項目中學習爵士樂 (由 比利·泰勒博士 創辦) 他在吉米·希斯 的指導下學習了高音薩克斯和長笛的技巧，弗蘭克福斯特 和 厄尼·威爾金斯。 16歲時，耐吉在曼哈頓音樂學院學習長笛， 他在那裡和紐約愛樂的笛子家哈羅德·瓊斯一起上課紐約愛樂。
受到薩克手的啟發 約翰·柯川 、查利·帕克、Yusef Lateef、 Grover Washington Jr. 還有長笛手 休伯特·勞斯 和 詹姆斯·高威，納吉在紐約地區當地的樂隊演出，開啟了自己的職業生涯。  高中畢業後，
納吉的第一次世界巡迴表演是與紐約市的一個樂隊叫“Area Code”的合作。那個樂隊在歐洲，冰島，格陵蘭，中美洲，加勒比和美國的軍事基地，代表USO進行了兩年的演出 .。在返回USO世界巡迴表演，耐吉跟著  班·伊·金走。與樂團完成夏日的巡迴表演後，耐吉和他的兄弟法理德在布朗克斯社區學院學習了兩個學期。 兩位的音樂專業都是由Valerie Capers指導。 隔年， 兩兄弟都去試鏡並且在波士頓的音樂被新英格蘭音樂學院 錄取.。納吉有表演和作曲的專業。他還與傳說的Joe Allard 學習 (第一屆托斯卡尼尼的單簧管演奏家)。 耐吉在音樂學院學習並與喬治羅素 和 Jaki Byard 的樂隊合作演出。 

## 事業

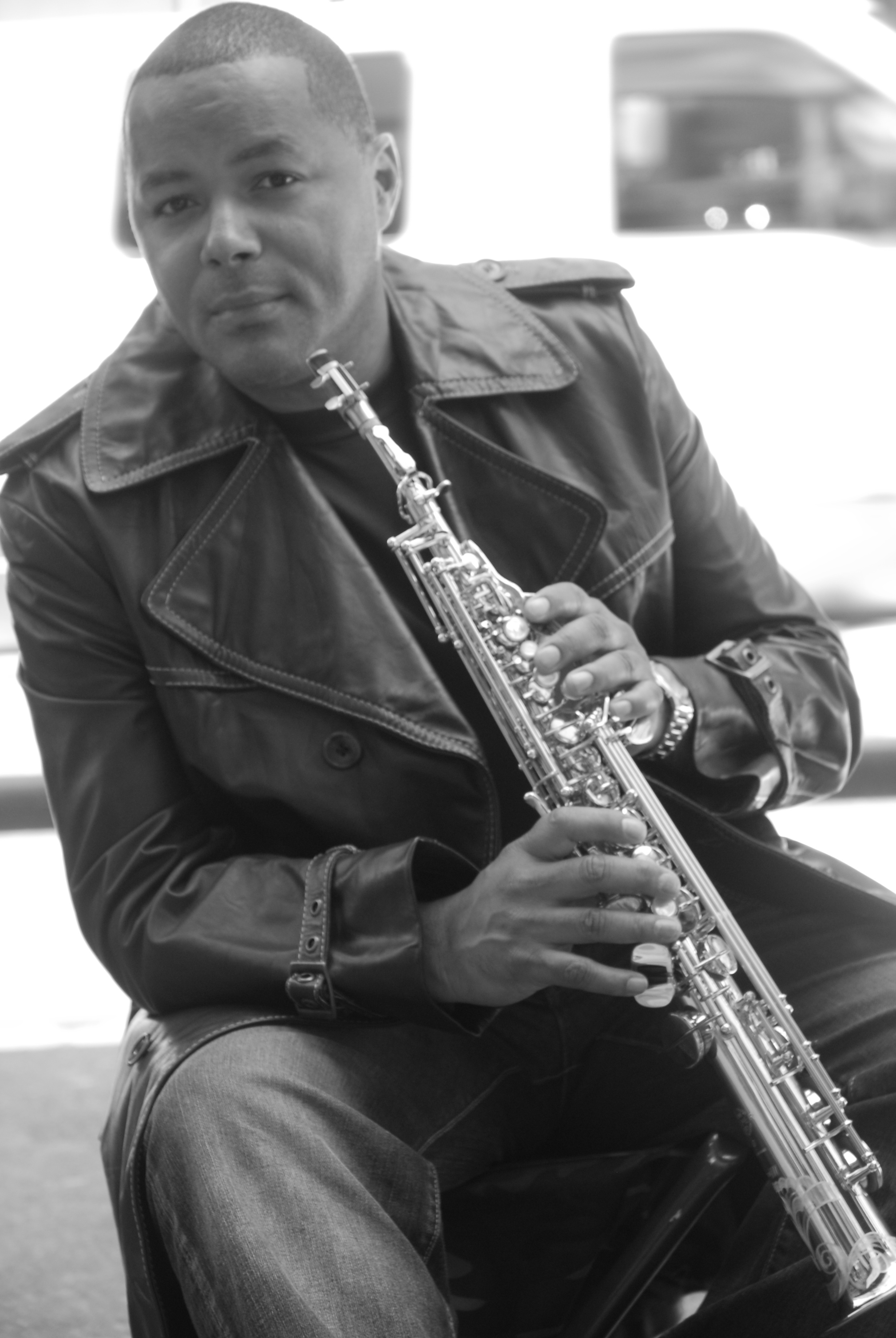
Photo from his 2007 album Rising Sun

在英國音樂學院學習後, 納吉於八十年代初回到紐約市.  1983年，他和他的兄弟法里德與傳奇的主唱夏卡·康 一起巡演。  1986年，他發行了他的首張專輯 "Najee theme"(EMI/Capital).  這張專輯贏得了Najee格萊美獎最佳爵士專輯提名。 1987年, 納吉接受了一個開放的機會 "美味的愛"與R＆B歌手一起巡演 弗雷迪傑克遜. 1988年， 納吉的第二章專輯 “Day By Day”被發行並且去了白金。“Day By Day” 由包括傳奇製片人巴里·伊斯蒙德在內的多個製作人製作 (弗雷迪傑克遜, 艾瑞莎·弗蘭克林， 安妮塔·貝克 和 比利海洋)。1990年，“Tokyo Blue” 被發行. 
這張專輯是由他的兄弟法里德製作的，是至今為止最成功的錄音之一。"Tokyo Blue" 和 "Day By Day "讓耐吉贏得1991年和1993年 靈魂列車獎 的最佳爵士樂藝術家。
1992年， 耐吉的下一張專輯 "Just an Illusion "(EMI/Capitol)。  這張專輯是由幾個製作人製作的, 包括 阿里夫·馬爾丁，喬治·杜克，法里德， 馬克思·米勒和偉恩 布拉思韋。  這次錄音的精選歌手包括杰弗裡·奧斯本、 威爾·唐寧、弗雷迪傑克遜, Veronica Menyweather 和 卡倫·惠勒 (Soul II Soul)。1994年時，耐吉參觀了 Live at The Greek（页面存档备份，存于） (索尼音樂娛樂)的現場錄音。 耐吉的專輯特色， 史丹利·克拉克、 比利·科巴姆 和 賴瑞·卡爾頓。  就是在這段時間裡，他和 昆西·瓊斯 一起在 (蒙特勒爵士音樂節) 做客串。 在這個合作之後， 他於1994年發布他的下一張專輯 "Share My World" 並且向 史提夫·汪達 在1976年的經典致敬，1995年的生命之鑰的歌曲 。 唱片製作是由喬治·杜克 和 特徵 賀比·漢考克、斯坦利·克拉克、保羅·傑克遜、 希拉E. 和 Patrice Rushen 等等。 他的唱片" Morning Tenderness was "在1998年發行，並且 在當年的爵士樂榜上排名第一。也是在同一年"The Best of Najee "發行, (Blue Note Records/Capitol) 並再次代表USO在 地中海、 西班牙 和 土耳其 為軍隊表演。